# Linz Open 2023
Linz Open 2023 a fost un turneu profesionist de tenis feminin care s-a jucat pe terenuri dure acoperite. A fost cea de-a 32-a ediție a turneului, care a făcut parte din seria WTA 250 a Circuitul WTA 2023. A avut loc la TipsArena Linz din Linz, Austria, în perioada 6–12 februarie 2023. Din cauza unor probleme de programare, ediția din octombrie 2022 a fost amânată până în februarie 2023 pentru a atrage jucători de top WTA să concureze în turneu.

## Campioni

### Simplu
Pentru mai multe informații consultați Linz Open 2023 – Simplu

### Dublu
Pentru mai multe informații consultați Linz Open 2023 – Dublu

## Puncte și premii în bani

### Distribuția punctelor
| Probă  | C   | F   | SF  | QF | R16 | R32 | Q   | Q2  | Q1  |
| Simplu | 280 | 180 | 110 | 60 | 30  | 1   | 18  | 12  | 1   |
| Dublu  | 280 | 180 | 110 | 60 | 1   | N/A | N/A | N/A | N/A |

### Premii în bani
| Probă  | C       | F       | SF      | QF     | R16    | R32    | Q2     | Q1   |
| Simplu | $43,000 | $21,400 | $11,500 | $6,175 | $3,400 | $2,100 | $1,020 | $600 |
| Dublu  | $12,300 | $6,400  | $3,435  | $1,820 | $960   | N/A    | N/A    | N/A  |